# Charlotte Valandrey
Pour les articles homonymes, voir Pascal.
Charlotte Valandrey, nom de scène d'Anne-Charlotte Pascal, née le 29 novembre 1968 à Paris et morte le 13 juillet 2022 dans la même ville, est une actrice, chanteuse et écrivaine française.

## Biographie

### Jeunesse
Anne-Charlotte Pascal de son vrai nom naît le 29 novembre 1968 dans le 12e arrondissement de Paris. Son père, Jean-Pierre Pascal, est un scientifique, spécialiste des transports, expert de l'Institut national de recherche sur les transports et leur sécurité (INRETS), et sa mère Anne-Marie, pianiste, est la petite-fille de l'archetier Émile François Ouchard. En 1973 naît sa sœur Aude.
Elle grandit en Bretagne au sein d'une famille aisée. Le pseudonyme, qu'elle choisit au début de sa carrière, est, d'ailleurs, un hommage au Val-André, station balnéaire des Côtes-d'Armor où elle vit à partir de l’âge de six ans,. Au début des années 1980, la famille s'installe dans le 12e arrondissement de Paris et elle étudie au lycée Paul-Valéry.

### Carrière
En 1985, Charlotte Valandrey décroche son premier rôle dans le film dramatique Rouge Baiser de Véra Belmont, pour lequel elle est récompensée, l'année suivante, de l'Ours d'argent de la meilleure actrice au Festival de Berlin. Elle est également nommée pour le César du meilleur espoir féminin pour ce rôle.
En 1989, elle est pressentie pour tenir le rôle principal du film Noce blanche, réalisé par Jean-Claude Brisseau. Selon elle, la production n'aurait pas voulu l'assurer après avoir été informée de sa séropositivité. Le rôle échoit finalement à Vanessa Paradis. Elle se dirige alors vers la télévision, en jouant le rôle de la journaliste, Myriam Cordier, fille de commissaire et sœur de juge, dans la série télévisée Les Cordier, juge et flic, aux côtés de Pierre Mondy et Bruno Madinier, de 1991 à 2000. En 2006, elle fait une apparition, le temps d'un épisode, dans Commissaire Cordier.
En 1992, elle joue dans le film Orlando avec Tilda Swinton.
En 1993, elle présente l'émission Flashback, sur M6, puis Mes années clips.
En 2005, elle publie un livre L'Amour dans le sang, dans lequel elle révèle sa séropositivité. Elle y parle également des deux infarctus qui ont failli lui coûter la vie en août 2003 et à la suite desquels elle a subi une greffe du cœur,. En mars 2007, son livre étant vendu à plus de 280 000 exemplaires, elle donne son aval à son adaptation en téléfilm, produit par Dominique Besnehard et dont la première diffusion a lieu le 23 novembre 2008 sur la Une (RTBF) et le 27 novembre 2008 sur France 3.
En 2008, elle devient la marraine de la fondation Greffe de vie et s'engage pour la cause du don d'organes et de la greffe.
Durant l'été 2009, avec Jean-Michel Zecca, elle anime une émission de solidarité sur RTL, intitulée On peut vous aider… même l'été.
En 2011, elle sort un nouveau livre De cœur inconnu.
De décembre 2012 à février 2013, elle est la directrice de la neuvième saison de Star Academy sur NRJ 12.
En avril 2014, le livre autobiographique Vers le 8e ciel sort.
En octobre 2016, elle publie Bombay mon amour, coécrit avec Jean Arcelin, qui relate son séjour humanitaire en Inde aux côtés de Valérie Trierweiler, en janvier 2014.
En 2017, elle renoue avec la télévision avec la mini-série Les Innocents. En octobre 2017, elle interprète J'adore, première chanson de son premier album. Le titre est diffusé pour la première fois à la radio, par Rom Juan, sur les ondes de Radio Ondaine et RCF Haute-Loire.
De juillet 2017 à décembre 2019, elle incarne la juge Laurence Moiret dans la série Demain nous appartient. En juillet 2020, en accord avec la production de la série, elle ne reprend pas son rôle, car les histoires autour de son personnage ne se renouvellent pas assez.

### Vie privée
En 1984, à l'âge de seize ans, après avoir été révélée par le film Rouge Baiser, elle vit seule dans un studio que ses parents lui ont acheté. Alors « insouciante » et peu informée sur les dangers encourus, elle a des liaisons avec « un musicien toxico, et d'autres garçons à risques ».
En 1986, quelques jours avant son dix-huitième anniversaire, elle apprend qu'elle est séropositive au VIH,.
En 1999, elle rencontre Arthur Lecaisne, avec qui elle se marie le 17 juillet 1999 au Val-André,. Au début de l'année 2000, ils ont une fille, Tara.
Alors qu'elle se sépare d'Arthur, elle découvre en février 2002 que son cœur s'est nécrosé : sa trithérapie a abîmé son cœur, ce qui a provoqué deux infarctus,  et il ne lui reste que 10 % de capacité cardiaque. Une transplantation cardiaque est nécessaire. Le 4 novembre 2003, elle bénéficie d'une greffe. Dans son livre De cœur inconnu, elle raconte ses autres histoires d'amour, avec son cardiologue ou Yann, un architecte qu'elle croit intimement être le mari de sa défunte donneuse.

### Mort
Le 8 juin 2022, Charlotte Valandrey annonce attendre une seconde greffe de cœur à cause de nouveaux problèmes de santé, son cœur étant arrivé en « bout de course ». Elle le reçoit le 14 juin à l'hôpital de la Pitié-Salpêtrière, mais la greffe ne prend pas.
Le 13 juillet 2022, à l'âge de 53 ans, elle meurt à l'hôpital de la Pitié-Salpêtrière,. Ses obsèques ont lieu à Pléneuf-Val-André (Côtes-d'Armor), où elle est inhumée au nouveau cimetière de la Croix Dom Julien. 
Un hommage lui est rendu à Paris le 6 octobre 2022.

## Filmographie

### Cinéma

#### Longs métrages
- 1985 : Rouge Baiser de Véra Belmont : Nadia
- 1986 : Taxi Boy d'Alain Page : Corinne
- 1987 : Les Fous de Bassan d'Yves Simoneau : Olivia Atkins
- 1987 : Fucking Fernand de Gérard Mordillat : Lily
- 1991 : Toujours seuls de Gérard Mordillat : Charlotte
- 1992 : Orlando de Sally Potter : Princesse Sasha
- 1993 : En compagnie d'Antonin Artaud de Gérard Mordillat : Colette Thomas
- 1993 : Berthe de Joux de Michel Duveaux : Berthe
- 2008 : La Mémoire de l'eau de Bernard Murat
- 2009 : Le Bal des actrices de Maïwenn : la directrice de casting du film d'Yvan Attal

### Télévision

#### Téléfilms
- 1988 : Una casa a Roma de Bruno Cortini : Vanessa
- 1993 : Albert Savarus d'Alexandre Astruc : Rosalie de Watteville
- 1993 : L'Éternel Mari de Denys Granier-Deferre : Katia Pogoretz
- 1995 : Charlotte dite Charlie de Caroline Huppert (collection Les Mercredis de la vie)
- 1995 : L'Énigme d'un jour de Massimo Mazzucco : Rose
- 1995 : Babyfon: Mörder im Kinderzimmer de Kaspar Heidelbach (de)
- 1995 : The House That Mary Bought de Simon MacCorkindale : Claire Benoit
- 1996 : La Rançon du chien de Peter Kassovitz : Sophie
- 1997 : Meurtre à l'étage de Bruno Gantillon : Anne
- 2001 : Tout va bien, c'est Noël ! de Laurent Dussaux : Christine
- 2004 : Penn Sardines de Marc Rivière : Soizic Le Bihan
- 2006 : Jeanne Poisson, marquise de Pompadour de Robin Davis : Mme de Brancas
- 2008 : L'Amour dans le sang de Vincent Monnet : elle-même

#### Séries télévisées
- 1987 : Bonjour maître (mini-série)
- 1988 : Sueurs froides : Zoé (épisode La Panne)
- 1990 : Il giudice istruttore : Clara Martini (épisode Un caso di sequestro)
- 1991 : Le Gang des tractions : Ginette (épisode Saint-Germain)
- 1992 : Police secrets : l'inspectrice Claire Rauch (épisode Un flic pourri)
- 1992-2003 : Les Cordier, juge et flic : Myriam Cordier (42 épisodes)
- 1993 : Nestor Burma : Maria Kreiska (épisode Mic mac moche au Boul'Mich)
- 1996 : Docteur Sylvestre : Marianne (épisode D'origine inconnue)
- 2002 : Napoléon : Madame de Coigny (mini-série ; épisode 1795-1800)
- 2004 : Père et Maire : Claire Conti (épisode Retour de flammes)
- 2006 : Commissaire Cordier : Myriam Cordier (épisode Grain de sel)
- 2017-2019 : Demain nous appartient : Laurence Moiret (589 épisodes)
- 2018 : Les Innocents : Anne Desgrange (mini-série ; 4 épisodes)
- 2021 : Crimes parfaits : Marie Quémeneur (épisode Contre vents et marées)
- 2021 : Meurtres à Mulhouse : Karen Bauer
- 2022 : Léo Matteï, Brigade des mineurs : la directrice (épisode La Cicatrice intérieure)

## Doublage

### Cinéma

#### Films
- 2004 : Keane : Lynn (Amy Ryan)
- 2004 : Catwoman : Sally (Alex Borstein)
- 2005 : Assaut sur le central 13 : Iris Ferry[32] (Drea de Matteo)
- 2005 : Harry Potter et la Coupe de feu : Rita Skeeter (Miranda Richardson)
- 2005 : La rumeur court… : Sarah Huttinger (Jennifer Aniston)
- 2005 : The Jacket : Dr Lorenson (Jennifer Jason Leigh)
- 2005 : Otage : Jane Talley (Serena Scott Thomas)
- 2006 : Bobby : Virginia Fallon (Demi Moore)
- 2010 : The Ghost Writer : Ruth Lang (Olivia Williams)
- 2010 : Comme chiens et chats : La Revanche de Kitty Galore : Catherine (Christina Applegate)
- 2010 : Que justice soit faite : Sara Lowell (Leslie Bibb)

## Théâtre
- 1993 : Roméo et Jeannette de Daniel Ivernel, théâtre de l'Œuvre
- 1998 : Les Mains sales de Jean-Pierre Dravel, théâtre Antoine
- 2007 : La Mémoire de l'eau de Bernard Murat, Petit Théâtre de Paris
- 2009 : Le siècle sera féminin ou ne sera pas de Dominique Coubes, théâtre du Gymnase Marie-Bell
- 2016 : Mon pote est une femme comme les autres de Luq Hamet, théâtre d'Edgar
- 2019 : Station Bonne-Nouvelle de Bruno Druart et Patrick Angonin, mise en scène Didier Brengarth, tournée

## Publications
- L'Amour dans le sang, Le Cherche midi, 2005, 276 p.  (ISBN 978-2749104393)
- De cœur inconnu, Le Cherche midi, 2011, 288 p.  (ISBN 978-2749121277)
- N'oublie pas de m'aimer, Le Cherche midi, 2012, 432 p.  (ISBN 978-2749125688)
- Vers le 8e ciel, XO éditions, 2014, 374 p.  (ISBN 978-2845636545)
- Bombay mon amour, Le Cherche midi, 2016, 384 p.  (ISBN 978-2749148601)
- Chaque jour, j'écoute battre mon cœur, Le Cherche midi, 2018, 416 p.  (ISBN 978-2749157849)
- Se réconcilier avec soi, Robert Laffont, 2022, 208 p.  (ISBN 978-2221259108)[33].

## Discographie
- 4 juin 2021 : Sortie de « À tout à l'heure », album comprenant 11 titres, produit grâce à un financement participatif[34]
- On peut retrouver dans les crédits de la plupart des titres « Johan Czerneski », compositeur, qui est un proche collaborateur des productions de Marc Lavoine ces dernières années.

## Distinctions

### Décoration
- Chevalière de l'ordre des Arts et des Lettres[35] en 2013

### Récompense
- Ours d'argent de la meilleure actrice pour Rouge Baiser à la Berlinale 1986[36]

### Nomination
- César du meilleur espoir féminin pour Rouge Baiser en 1986[37]

## Hommages
- Jardin Charlotte-Valandrey (Paris)
- Hommage vidéo publié par Patrick Sébastien sur YouTube et Facebook
- Après son décès, Guy Konopnicki, qui fut co-scénariste de Rouge Baiser, écrit :

« Charlotte Valandray, partie si tôt, après tant de souffrances ! Je me souviens de cette ado, sans la moindre expérience du cinéma, que Véra Belmont avait choisie après des dizaines d'auditions, pour incarner un personnage inspiré de sa propre histoire. Pas de recommandation, ni de copinage, elle s'était présentée au casting…. […] L'actrice choisie par Véra découvrait elle-même cette époque dont elle ignorait tout. Quand je suis venu sur le tournage, […] il y avait là un monstre sacré, Laurent Terzieff et Charlotte, la petite débutante, jouant avec un naturel époustouflant. […] J'ai compris que le choix de Véra était le bon, Charlotte portait bien cette candeur qui, trente ans plus tôt, s'exprimait par l'engagement communiste. […] Charlotte, avait réussi un exploit, porter le film de bout en bout, être cette jeune stalinienne de 1952-53, découvrant l'amour et un peu de l'atroce réalité cachée sous le mensonge stalinien. Prix d'interprétation à Berlin, Charlotte était une révélation. […] »